# حيوان استشعار

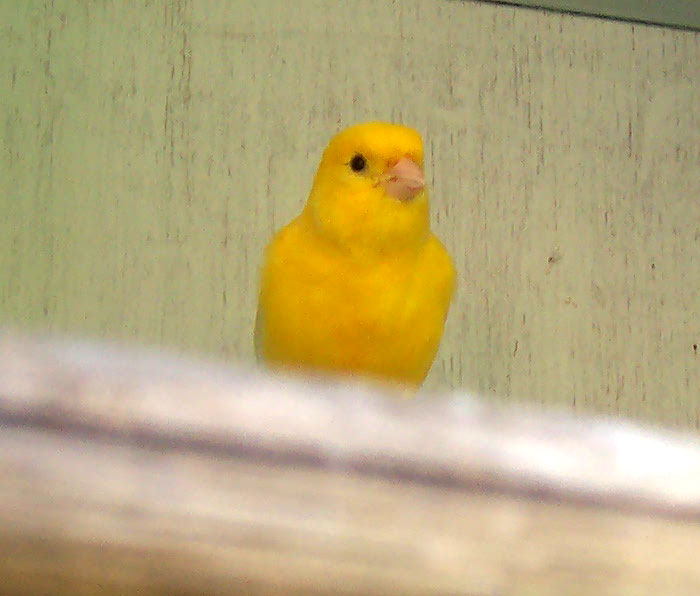
الكناري الأنيس كان يستخدم للكشف عن الغاز في مناجم الفحم.

حيوانات الاستشعار هي أنواع حيوانية كانت تستخدم لاستشعار الخطر في بيئة معينة. مثلا كان طائر الكناري يوضع داخل مناجم الفحم لاستشعار أي تسرب للغازات السامة، فالطائر كان يضاب بالمرض قبل الإنسان إذا كان هناك تسرب، وذلك كان يمكن من إخلاء المنجم من العمال.